# Missimia
Missimia is een geslacht van kevers uit de familie glimwormen (Lampyridae). Het geslacht werd voor het eerst wetenschappelijk beschreven in 2009 door Ballantyne.

## Soorten
- Missimia flavida Ballantyne in Ballantyne and Lambkin, 2009